# یوگوسلاو واسوویچ
یوگوسلاو واسوویچ (انگلیسی: Jugoslav Vasović؛ زادهٔ ۳۱ مهٔ ۱۹۷۴) بازیکن واترپلو اهل صربستان است.